# Nathal Mikal Sørensen
Nathal Mikal Sørensen (8. december 1887 – 11. oktober 1967) var en norsk bokser. Han boksede for Bergens Atletklub.
I NM 1912 vandt han en guldmedalje i vægtklassen fjervægt. 